# Кула (Песочани)
Кула (на македонска литературна норма: Кула) е крепост, съществувала през Късната античност и Средновековието, разположена над охридското село Песочани, Северна Македония.

## Местоположение
Кула е разположена в източния край на Песочани. Представлява 180 m висок вулканичен куп сред мочурливата равнина, в центъра на региона Дебърца. В западното му подножие минава реката Сътеска и край нея пътят Охрид – Кичево – Скопие. От върха се вижда много километри на север и на юг. Върхът е достъпен през благата южна падина, както и през широко седло от изток.

## Античност
От Елинистическата епоха са части от стената и две жилищни тераси в южния край, изградени от големи дялани блокове варовик без хоросан. Открити са и парчета елинистическа керамика.
В Късната античност е изградена стена с хоросан около площ 290 х 80 m (2 ha). По протежение на източната и северната стена, могат да се видят множество правоъгълни помещения. В северозападната част, на най-високата позиция, има акропол, граничещ със скалист участък и слаба стена без хоросан, с размери 110 х 40 m. Открити са късноантична керамика, питоси и тегули, малки предмети от ковано желязо, желязна шлака. Открити са римски монети от края на IV и V век. Стари рудници и места за преработка на желязна руда лежат отвъд реката по склоновете на Караорман, западно от Кула. На Кула е имало укрепено рударско селище с кастел, стопански център на региона в Късната античност.

## Средновековие
В Късното средновековие стената около стария акропол е възстановена, но без употреба на хоросан. В средата на това пространство, подпряна на източната стена, е имало голяма църква. Северно от нея се виждат още няколко помещения. Тук Иван Микулчич открива парчета български црепни и гледжосана трапезна керамика с късновизантийски черти (XIII-XIV век), след това няколко монети – медни скифати от XIII-XIV век.
Стария акропол, с площ от 0,4 ha, е бил укрепен и използван през Зрялото и Късното средновековие, когато и в този регион е било възстановено рударството. Фрурион Деуритса (Дебрица) е отбелязан по време на войните между Византия и Сърбия за тези области през 1329/30 година. Може би може да се говори за средновековно градче, стопански и административен център на едноименния регион, чието старо име е запазено и до днес в името на областта. Вероятно е запуснато след османското завоевание, тъй като документите след него не го споменават.